# Ayguatébia-Talau
Ayguatébia-Talau (catalansk: Aiguatèbia i Talau) er en by og kommune i departementet Pyrénées-Orientales i Sydfrankrig.

## Geografi
Ayguatébia-Talau ligger 76 km vest for Perpignan. Nærmeste byer er mod vest Caudiès-de-Conflent (6 km) og mod øst Oreilla (13 km).

## Demografi

### Udvikling i folketal
| 1962                                                              | 1968 | 1975 | 1982 | 1990 | 1999 | 2007 | 2012 | 2017 |
| ----------------------------------------------------------------- | ---- | ---- | ---- | ---- | ---- | ---- | ---- | ---- |
| 84                                                                | 32   | 23   | 21   | 45   | 46   | 45   | 44   | 38   |
| Tal fra og med 1962 er uden dobbelttælling (sans doubles comptes) |      |      |      |      |      |      |      |      |